# Saint-Laurent-des-Bois (Eure)
Pour les articles homonymes, voir Saint-Laurent.
Cet article concerne la commune du département de l'Eure. Pour la commune homonyme du département de Loir-et-Cher, voir Saint-Laurent-des-Bois (Loir-et-Cher).
Saint-Laurent-des-Bois est une commune française située dans le département de l'Eure, en région Normandie.

## Géographie

### Localisation
La commune de Saint-Laurent-des-Bois est située au sud-est de la Campagne de Saint-André. Elle est à 9 km de Saint-André-de-l'Eure, à 14 km de Nonancourt et de Dreux, à 24 km d'Houdan et à 26 km d'Évreux.
| Champigny-la-Futelaye | Champigny-la-Futelaye  | Bois-le-Roi |
| Lignerolles           | Saint-Laurent-des-Bois | Croth       |
|                       | Marcilly-sur-Eure      |             |

### Hydrographie
La commune est située dans le bassin Seine-Normandie. Elle n'est drainée par aucun cours d'eau,. Néanmoins un plan d'eau est présent sur le territoire communal : la mare du Buisson (0,02 ha),.

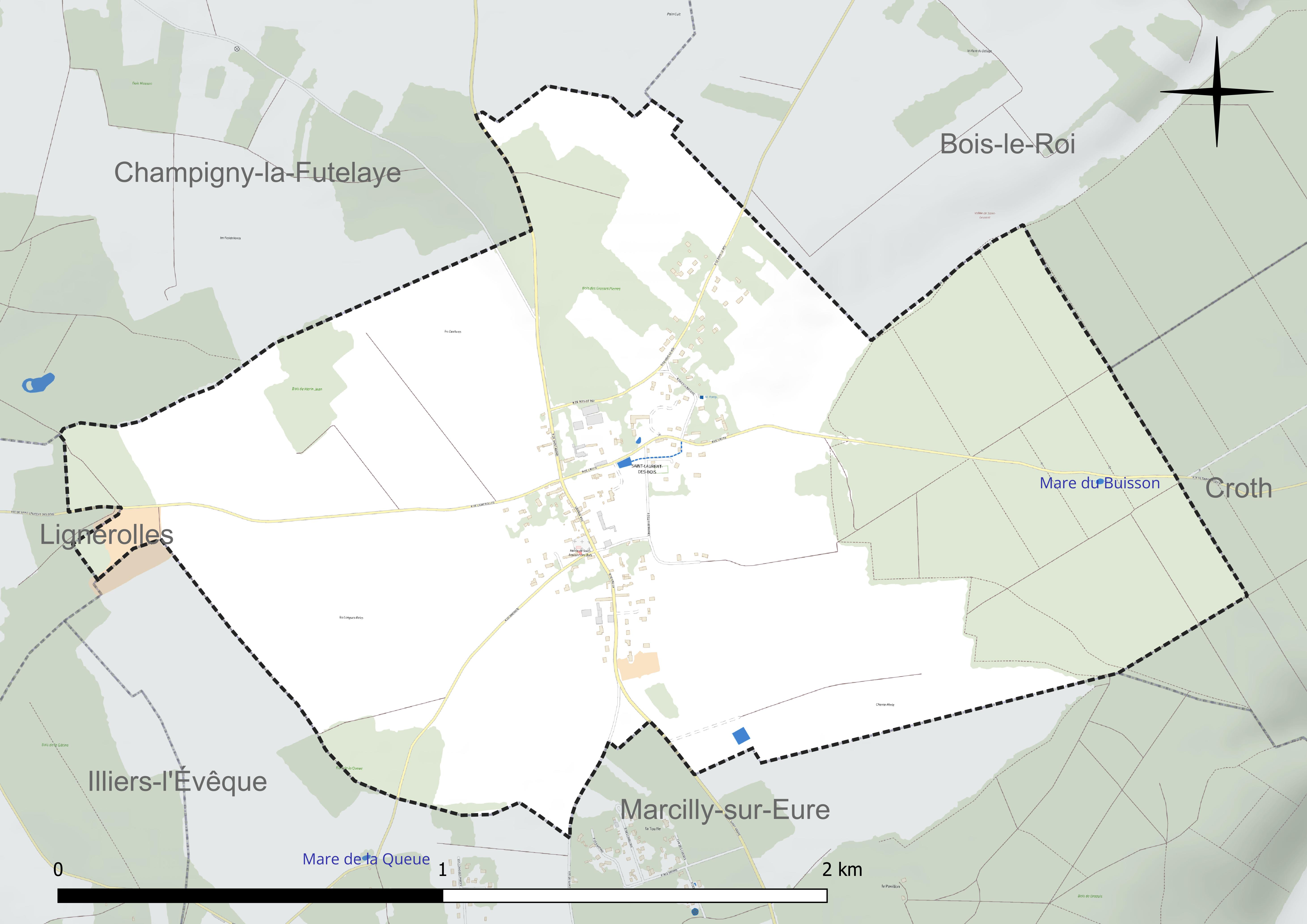
Réseau hydrographique de Saint-Laurent-des-Bois.

### Climat
Pour des articles plus généraux, voir Climat de la Normandie et Climat de l'Eure.
En 2010, le climat de la commune est de type climat océanique dégradé des plaines du Centre et du Nord, selon une étude du CNRS s'appuyant sur une série de données couvrant la période 1971-2000. En 2020, Météo-France publie une typologie des climats de la France métropolitaine dans laquelle la commune est exposée à un climat océanique et est dans la région climatique  Sud-ouest du bassin Parisien, caractérisée par une faible pluviométrie, notamment au printemps (120 à 150 mm) et un hiver froid (3,5 °C). Parallèlement le GIEC normand, un groupe régional d’experts sur le climat, différencie quant à lui, dans une étude de 2020, trois grands types de climats pour la région Normandie, nuancés à une échelle plus fine par les facteurs géographiques locaux. La commune est, selon ce zonage, exposée à un « climat des plateaux abrités », correspondant aux plaines agricoles de l’Eure, avec une pluviométrie beaucoup plus faible que dans la plaine de Caen en raison du double effet d’abri provoqué par les collines du Bocage normand et par celles qui s’étendent sur un axe du Pays d'Auge au Perche.
Pour la période 1971-2000, la température annuelle moyenne est de 10,5 °C, avec  une amplitude thermique annuelle de 14,3 °C. Le cumul annuel moyen de précipitations est de 631 mm, avec 10,8 jours de précipitations en janvier et 8 jours en juillet. Pour la période 1991-2020, la température moyenne annuelle observée sur la station météorologique la plus proche, située sur la commune de Bû à 14 km à vol d'oiseau, est de 11,4 °C et le cumul annuel moyen de précipitations est de 633,2 mm,. Pour l'avenir, les paramètres climatiques de la commune estimés pour 2050 selon différents scénarios d’émission de gaz à effet de serre sont consultables sur un site dédié publié par Météo-France en novembre 2022.

## Urbanisme

### Typologie
Au 1er janvier 2024, Saint-Laurent-des-Bois est catégorisée commune rurale à habitat dispersé, selon la nouvelle grille communale de densité à 7 niveaux définie par l'Insee en 2022.
Elle est située hors unité urbaine. Par ailleurs la commune fait partie de l'aire d'attraction de Paris, dont elle est une commune de la couronne,. 

### Occupation des sols
L'occupation des sols de la commune, telle qu'elle ressort de la base de données européenne d’occupation biophysique des sols Corine Land Cover (CLC), est marquée par l'importance des territoires agricoles (60,8 % en 2018), une proportion identique à celle de 1990 (60,8 %). La répartition détaillée en 2018 est la suivante : 
terres arables (60,8 %), forêts (28,5 %), zones urbanisées (10,6 %). L'évolution de l’occupation des sols de la commune et de ses infrastructures peut être observée sur les différentes représentations cartographiques du territoire : la carte de Cassini (XVIIIe siècle), la carte d'état-major (1820-1866) et les cartes ou photos aériennes de l'IGN pour la période actuelle (1950 à aujourd'hui).

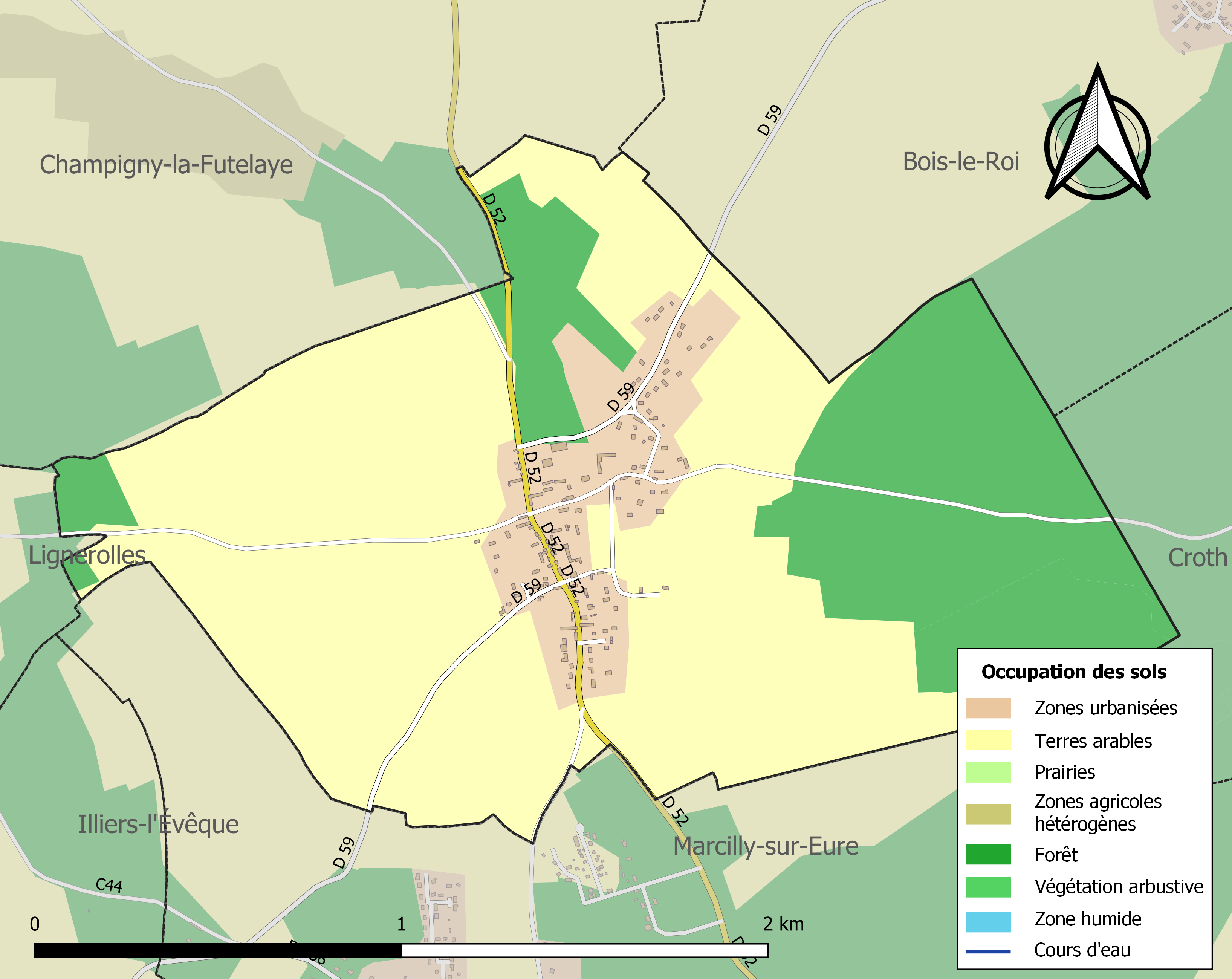
Carte des infrastructures et de l'occupation des sols de la commune en 2018 (CLC).

## Toponymie
Le nom de la localité est attesté sous la forme Sanctus Laurentius en 1071, Sanctus Laurentius de Campania en 1227 (grand cartulaire de Saint-Taurin), Saint Laurent de la Campagne en 1211 (grand cartulaire de Saint-Taurin), Saint Lorenz en la Campagne goste Marcilly en 1290 (grand cart. de Saint-Taurin).
Son nom primitif est un hagiotoponyme, l'église est dédiée à Saint Laurent de Rome.

## Politique et administration
| Période                                  | Période  | Identité       | Étiquette | Qualité             |
| ---------------------------------------- | -------- | -------------- | --------- | ------------------- |
| 1936                                     |          | M. Dieulangard |           |                     |
| mars 2001                                | en cours | Guy Bazire     | DVD       | technicien retraité |
| Les données manquantes sont à compléter. |          |                |           |                     |

## Démographie
L'évolution du nombre d'habitants est connue à travers les recensements de la population effectués dans la commune depuis 1793. Pour les communes de moins de 10 000 habitants, une enquête de recensement portant sur toute la population est réalisée tous les cinq ans, les populations de référence des années intermédiaires étant quant à elles estimées par interpolation ou extrapolation. Pour la commune, le premier recensement exhaustif entrant dans le cadre du nouveau dispositif a été réalisé en 2004.

En 2022, la commune comptait 245 habitants, en évolution de −1,21 % par rapport à 2016 (Eure : −0,25 %, France hors Mayotte : +2,11 %).
| 1793 | 1800 | 1806 | 1821 | 1831 | 1836 | 1841 | 1846 | 1851 |
| ---- | ---- | ---- | ---- | ---- | ---- | ---- | ---- | ---- |
| 220  | 206  | 210  | 195  | 208  | 183  | 187  | 176  | 153  |

| 1856 | 1861 | 1866 | 1872 | 1876 | 1881 | 1886 | 1891 | 1896 |
| ---- | ---- | ---- | ---- | ---- | ---- | ---- | ---- | ---- |
| 133  | 140  | 118  | 110  | 102  | 102  | 93   | 101  | 100  |

| 1901 | 1906 | 1911 | 1921 | 1926 | 1931 | 1936 | 1946 | 1954 |
| ---- | ---- | ---- | ---- | ---- | ---- | ---- | ---- | ---- |
| 86   | 74   | 79   | 65   | 83   | 79   | 92   | 68   | 63   |

| 1962 | 1968 | 1975 | 1982 | 1990 | 1999 | 2004 | 2006 | 2009 |
| ---- | ---- | ---- | ---- | ---- | ---- | ---- | ---- | ---- |
| 56   | 58   | 73   | 102  | 184  | 171  | 190  | 195  | 228  |

| 2014 | 2019 | 2022 | - | - | - | - | - | - |
| ---- | ---- | ---- | - | - | - | - | - | - |
| 244  | 246  | 245  | - | - | - | - | - | - |

## Culture locale et patrimoine

### Lieux et monuments
- Église Saint-Laurent

### Héraldique
|  | Les armoiries de Saint-Laurent-des-Bois se blasonnent ainsi : Divisé en chevron : au 1er de gueules au léopard d'or, armé et lampassé d'azur à dextre et à la molette d'éperon d'or à senestre, au 2e de sinople à saint Laurent du même ; au chevron d'argent brochant sur la partition, chargé d'un trèfle de sinople accompagné de deux feuilles de chêne du même posées dans le sens du chevron. Création Denis Joulain. Adopté le 29 juin 2015. Le léopard d'or sur champ de gueules rappelle les armes de la Normandie. |